# 2003-as észt labdarúgó-bajnokság (első osztály)
A 2003-as észt labdarúgó-bajnokság az észt labdarúgó-bajnokság legmagasabb osztályának 13. bajnoki éve volt. A pontvadászat 8 csapat részvételével zajlott. 
A bajnokságot a Flora Tallinn nyerte az ezüstérmes TVMK Tallinn, és a bronzérmes Levadia Maardu előtt.

## A bajnokság végeredménye
M = Mérkőzés; Gy = Győzelem; D = Döntetlen; V = Vereség; RG = Rúgott gól; KG = Kapott gól; GK = Gólkülönbség; P = Pontok
B = Bajnok
* kupagyőztes
|  | UEFA-bajnokok ligája |
|  | UEFA-kupa            |
|  | UEFA Intertotó-kupa  |
|  | Osztályozó           |
|  | Kiesett              |

## Osztályozó
| 2003. november 12. |

| JK Tervis Pärnu           | 2–2 | FC Valga                   |
| ------------------------- | --- | -------------------------- |
| Valejev 24' Savotškin 28' |     | Raamat 10' Tarassenkov 37' |

|  |

| 2003. november 22. |

| FC Valga                                | 3–0 | JK Tervis Pärnu |
| --------------------------------------- | --- | --------------- |
| Antonov 33' Tarassenkov 43' Anniste 54' |     |                 |

|  |

## Góllövőlista élmezőnye
| Hely | Játékos              | Csapat           | Gólok |
| ---- | -------------------- | ---------------- | ----- |
| 1    | Tor Henning Hamre    | Flora Tallinn    | 39    |
| 2    | Andrei Krõlov        | TVMK Tallinn     | 22    |
| 3    | Ingemar Teever       | TVMK Tallinn     | 21    |
| 4    | Maksim Gruznov       | Narva Trans      | 16    |
| 5    | Argo Arbeiter        | Levadia Maardu   | 14    |
| –    | Vjatšeslav Zahovaiko | Flora Tallinn    | 14    |
| 7    | Dmitry Lipartov      | Narva Trans      | 12    |
| –    | Vladimir Tšelnokov   | Levadia Maardu   | 12    |
| 9    | Enver Jääger         | Viljandi Tulevik | 11    |
| –    | Maksim Rõtškov       | Levadia Maardu   | 11    |
| –    | Kristen Viikmäe      | Flora Tallinn    | 11    |